# Red Sucker Lake Airport
Red Sucker Lake Airport är en flygplats i Kanada.   Den ligger i provinsen Manitoba, i den sydöstra delen av landet, 1 600 km nordväst om huvudstaden Ottawa. Red Sucker Lake Airport ligger 225 meter över havet.
Terrängen runt Red Sucker Lake Airport är mycket platt, och sluttar västerut. Runt Red Sucker Lake Airport är det tätbefolkat, med 331 invånare per kvadratkilometer.. 